# Quai de Rouen-Quevilly
Le quai de Rouen-Quevilly est une voie publique de la commune de Rouen.

## Situation et accès
Le quai de Rouen-Quevilly est situé à Rouen, en rive gauche, mais n'est pas en bordure de Seine : il longe le boulevard du Midi. Le quai d'Algérie et ses berges lui sont parallèles.

## Historique
Le quai est de création contemporaine puisque sa première section est ouverte en 1972 et reçoit un aménagement pour navire roulier («ro-ro») en 1979.
Le 26 septembre 2017, le groupe Borealis et HAROPA Port de Rouen inaugurent un quai rénové où a été investie la somme de 3,7 millions d'euros pour conforter Haropa dans son rôle de no 1 dans le domaine de la logistique pour les engrais.

### Fonctions
Le quai de Rouen-Quevilly aval constitue une plateforme quadrimodale maritime barge rail route et constitue un investissement majeur d'HAROPA Port.
Il est équipé de 3 grues mobiles et de 2 rampes RoRo. 9 entrepôts offrent 71 500 m2 d'espace de stockage.